# Санта-Барбара (Каталонія)
Санта-Барбара (кат. Santa Bàrbara) — муніципалітет в Іспанії, у складі комарки Монтсіа в Каталонії.
Санта-Барбара є частиною вільної асоціації муніципалітетів Таула-дель-Сеніа. 

## Географія
Це місто розташоване на рівнині на північному кінці Серра-де-Годалль, на перехресті доріг між Тортосою та Ульдеконою та між Ампостою та Ла Галерою. Це був важливий пункт відпочинку для мандрівників і пастухів худоби, які перевозили худобу, користуючись системою стародавніх проходів, відомих у минулому як лігаллос. У місті були придорожні готелі, де мандрівники могли відпочити та відновити сили після денної подорожі, і в ньому все ще є кілька готелів і ресторанів середнього класу. 
До 1990 року через це місто проходила залізнична лінія RENFE з Валенсії в Тортосу. Оскільки ділянку лінії Тортоса-Ферерріс-Рокетес-Віналлоп-Санта-Барбара було ліквідовано, рейки були зняті, а будівлі вокзалу Санта-Барбара лежать покинутими40°42′54″ пн. ш. 0°30′19″ сх. д. / 40.7150° пн. ш. 0.5054° сх. д.

## Галерея

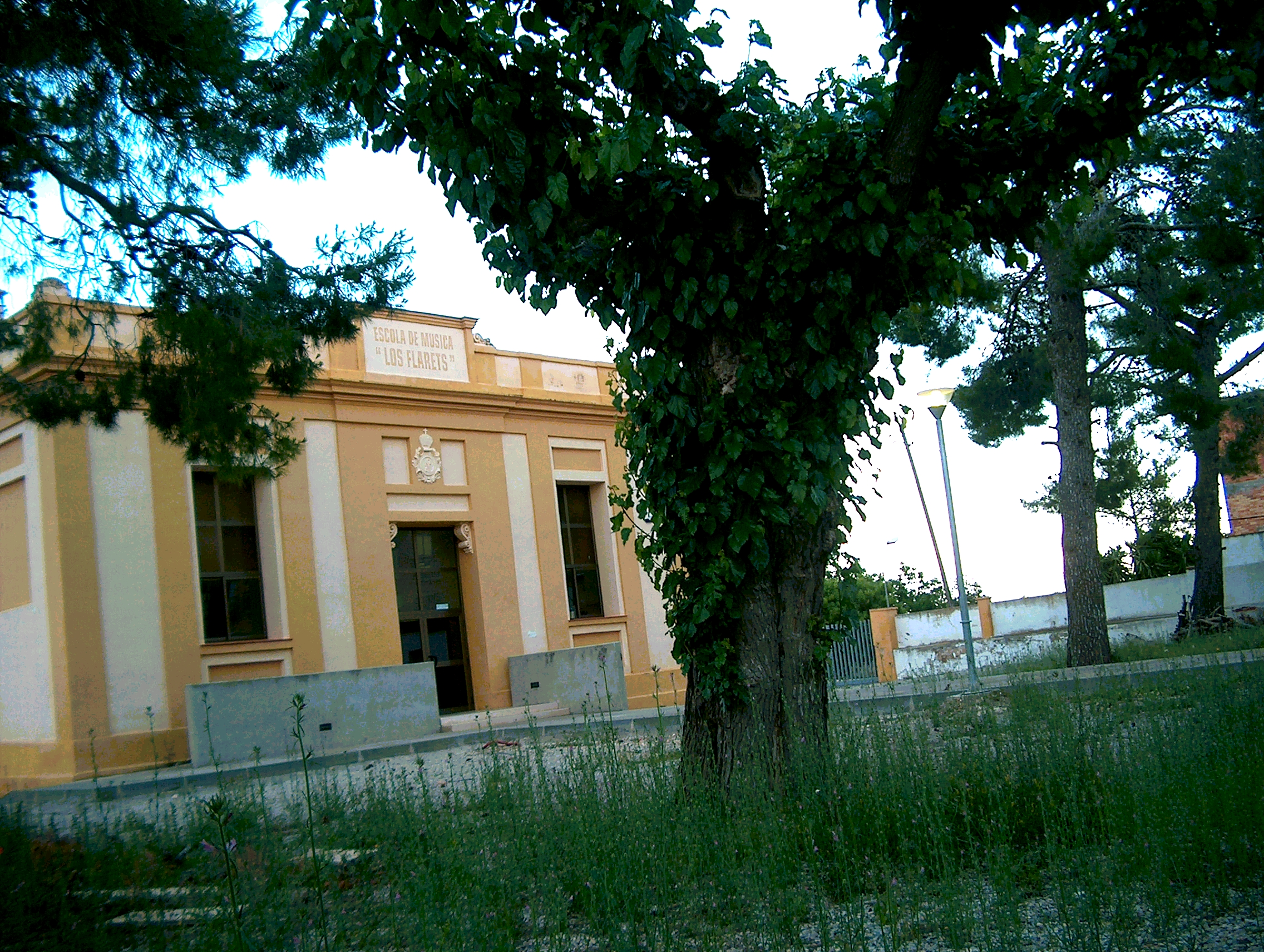
Музична школа